# Saar-Ruwer-Hunsrück
Der Saar-Ruwer-Hunsrück ist eine naturräumliche Einheit in Rheinland-Pfalz und liegt im westlichen Hunsrück nahe der Mosel-Zuflüsse Saar und Ruwer. Das Gebiet gehört zum Naturpark Saar-Hunsrück.
Die weitere Unterteilung des Gebietes ist wie folgt:
- 246 Saar-Ruwer-Hunsrück (195,7483 km²)
  - 246.0 Orscholzer Riegel (8,0381 km²)
    - 246.00 "Schwarzbruch" (0,1773 km²)
    - 246.01 Orscholz-Tabener Riegel (7,8609 km²)

  - 246.1 Mettlacher Saarengtal (8,9164 km²)
    - 246.12 Saarhölzbacher Engtal (8,9164 km²)

  - 246.2 Saar-Hunsrück (37,6368 km²)
  - 246.3 Ruwer-Hunsrück (141,1570 km²)
    - 246.30 Pellinger Hochflächen (39,6275 km²)
    - 246.31 Ruwerengtal (39,5006 km²)
    - 246.32 Osburger Hunsrück (62,0289 km²)

Das Gebiet liegt im Wesentlichen im Landkreis Trier-Saarburg und setzt sich im Landkreis Merzig-Wadern im nördlichen Saarland fort, siehe dazu die Liste der naturräumlichen Einheiten im Saarland.
Hinzu kommen noch:
- -     - 246.10 Mettlacher Saarschleife
    - 246.11 Mettlacher Talkessel

Nach Angaben des Bundesamtes für Naturschutz umfasst der Saar-Ruwer-Hunsrück eine Gesamtfläche von 318 km².

## Geografie und Geologie
Der Saar-Ruwer-Hunsrück stellt eine Hochfläche dar, welche östlich an den Hoch- und Idarwald, westlich und nördlich an das Untere Saartal und das Moseltal angrenzt. Vom Hochwald fällt das Gelände ca. 200 m ab, sodass die Landschaft zwischen diesem und den Talebenen vermittelt. Die Randhöhen sind durch eine gut erkennbare 30–50 m hohe Stufe von der eigentlichen Hochfläche abgesetzt. Die Hochfläche wird insbesondere durch das tief eingeschnittene Ruwer-Tal und den Saardurchbruch unterbrochen. Im Bereich des Saardurchbruchs wird die Hochfläche durch zahlreiche Seitenbäche eingeschnitten, welche auf die Erosionsbasis der Saar eingestellt sind. Im Bereich der Ruwer sind diese Einschnitte weniger zahlreich und kürzer. Die quarzitischen Ausläufer des Osburger Hochwaldes reichen bis hin zum Saardurchbruch durch den Saar-Ruwer-Hunsrück und werden zum Teil von Vogesensandstein überlagert. Der größte Teil der Fläche besteht jedoch aus unterdevonischem Hunsrückschiefer.
Die aufliegenden sandigen Lehmböden tragen ganz überwiegend (Misch-)Waldbestände. Die Böden haben auch Anteile an Löss.

## Landschaft, Fauna und Flora
Der Waldanteil des Saar-Ruwer-Hunsrück beträgt annähernd 50 %, wovon ca. die Hälfte historisch alte Waldstandorte mit naturnaher Bestockung sind. Die meisten Waldflächen sind durch Buchen und Eichen geprägt. In den Niederwäldern tauchen auch Haseln und Robinien auf. Die Schluchtwälder sind von Erlen und Weiden geprägt.
Die nicht bewaldeten Flächen sind Kulturlandschaft. Hauptsächlich werden Getreide, vor allem Weizen, Gerste und Roggen, angebaut. Zur entsprechenden Saison trifft man auch Mais und Raps an.
Weite Teile der Flächen sind Schutzgebiete (10,1 Prozent). Die größten Schutzgebiete sind
- Wiltinger Wald (816 ha)
- Mattheiser Wald (446 ha)
- Fellerbachtal (473 ha).

Insbesondere weite Teile des Fließgewässersystems der Ruwer sind geschützt.
Der Saar-Ruwer-Hunsrück stellt auch einen Hotspot von besonderer biologischer Vielfalt dar. Hier werden insgesamt 40 Tier- und Pflanzenarten besonderem Schutz unterstellt, u. a. Wildkatze, Mopsfledermaus und Gelbbauchunke.
Die Gegend ist vor allem durch Forst- und Landwirtschaft geprägt.
Bekannt ist der Saar-Ruwer-Hunsrück auch für die Streuobstwiesen, die unter besonderem Schutz stehen.